# Lidé zítřka
Lidé zítřka (v anglickém originále The Tomorrow People) je americký dramatický televizní seriál, jehož autory jsou Greg Berlanti, Phil Klemmer a Julie Plec. Je remakem britského seriálu The Tomorrow People. Premiérově byl vysílán v letech 2013–2014 na stanici The CW. Celkově bylo natočeno 22 dílů, po první řadě byl kvůli nízké sledovanosti zrušen.

## Příběh
„Lidé zítřka“ jsou osoby, které díky evoluci získaly speciální schopnosti. Podle jejich schopností, telekineze, teleportace a telepatie, jim říkají 3T. Seriál se zaměřuje na nejnovějšího člena Lidí zítřka, Stephena Jamesona, a jeho otce. Ten je z nich nejmocnějším, ale před několika lety zmizel. Lidé zítřka jsou loveni tajnou organizací Ultra.

## Obsazení
| Robbie Amell      | Stephen Jameson |
| Peyton List       | Cara Coburnová  |
| Luke Mitchell     | John Young      |
| Aaron Yoo         | Russell Kwon    |
| Madeleine Mantock | Astrid Finchová |
| Mark Pellegrino   | Jedikiah Price  |

## Vysílání
| Řada | Díly | Premiéra v USA | Premiéra v USA | Premiéra v ČR   | Premiéra v ČR     |
| Řada | Díly | První díl      | Poslední díl   | První díl       | Poslední díl      |
| ---- | ---- | -------------- | -------------- | --------------- | ----------------- |
| 1    | 22   | 9. října 2013  | 5. května 2014 | 15. června 2015 | 14. července 2015 |